# Hilmar-Irwin
Hilmar-Irwin – jednostka osadnicza w Stanach Zjednoczonych, w stanie Kalifornia, w hrabstwie Merced.